# 5月28日
5月28日是公历一年中的第148天（闰年第149天），离全年结束还有217天。

## 大事记

### 19世紀以前
- 前585年：在米利都的泰利斯准确预言日食下，米底王国与呂底亞同意以哈里斯河作为两国疆界。
- 1351年：（元顺帝至正十一年五月辛亥）颖州刘福通以红巾为号发动起义，很快攻陷颖州，史称“红巾起义”。
- 1503年：英格兰和苏格兰签订永远和平条约。
- 1588年：西班牙无敌舰队从葡萄牙里斯本出发，前往英吉利海峡和英国皇家海军作战。

### 19世紀
- 1858年：清朝黑龙江将军奕山与俄罗斯东西伯利亚总督穆拉维约夫签订《瑷珲条约》，将黑龙江以北约60万平方公里的领土割让予俄罗斯。
- 1862年：李秀成率太平军又败“常胜军”，击沉火轮一只。
- 1871年：巴黎公社领导人在巴黎拉雪兹神父公墓遭到法兰西第三共和国军队处决，流血周结束。
- 1892年：在加州大學柏克萊分校和史丹佛大學教授資助下，美國環保人士約翰·繆爾成立塞拉俱樂部。
- 1895年：四川成都出现反抗外国教会的活动：捣毁教堂。最终以处斩6人，17人充军，7县知县革职查办，赔款101万两作为了结。

### 20世紀
- 1905年：大日本帝国海军联合舰队在对马海峡海战中彻底击败俄罗斯帝国海军波罗的海舰队。
- 1918年：亞塞拜然國民議會宣布亞塞拜然民主共和國正式獨立，為穆斯林世界首個民主共和國。
- 1921年：法国在与梵蒂冈断交十七年后，重新恢复外交关系。
- 1922年：曹锟、吴佩孚于天津召开紧急会议，电请黎元洪复职。
- 1922年：葡國士兵在澳門街頭調戲中國婦女，觸發捷成事件。
- 1926年：葡萄牙發生政變，是為五二八革新。
- 1930年：位於紐約曼哈頓的克萊斯勒大廈完工，在1931年帝國大廈完工前一直是世界最高大樓。
- 1933年：汪精卫与蒋中正联名通电，“救国必先剿共”。
- 1936年：英國數學家艾倫·圖靈提出抽象符號計算模型圖靈機，認為其能夠模擬任何邏輯機的演算法。
- 1937年：内维尔·张伯伦任英国首相。
- 1940年：二戰：比利時向納粹德國投降，比利時戰役結束。
- 1942年：為報復針對萊茵哈德·海德里希的暗殺行動，納粹黨人在捷克斯洛伐克屠殺了超過1,800人。
- 1946年：国民党政府颁布《出版发行注意事项》，实施出版“特有制”。
- 1948年：台鐵萬華車站與板橋車站間發生列車失火事故，推定造成至少64人死亡、76人輕重傷，為台灣史上最嚴重的鐵道事故。
- 1949年：上海市人民政府正式成立。
- 1949年：中共上海市委员会机关报《解放日报》创刊。
- 1959年：美国将两只猴子（獼猴艾布尔和鼠猴Miss Baker（英语：Miss Baker））载入朱彼得號火箭（PGM-19 Jupiter）发射入太空，在火箭回收时猴子安然无恙。
- 1961年：英國律師彼得·本南森開始在《觀察家報》發表文章，為人權組織國際特赦組織首次活動。
- 1964年：巴勒斯坦人国民大会在耶路撒冷阿拉伯区开幕，会议决定建立巴勒斯坦解放组织。
- 1975年：16個西非國家正式簽署《拉哥斯條約》，建立推動經濟一體化的西非國家經濟共同體。
- 1976年：美国和苏联签订条约，限制为和平目的而进行的地下核爆炸的规模。
- 1979年：埃及总统萨达特宣布开放埃及和以色列之间的空中走廊。
- 1987年：紅場事件：联邦德国（西德）19岁青年马蒂亚斯·鲁斯特驾驶一架租用的轻型飞机“塞斯纳”号于傍晚7点30分左右突然降在莫斯科红场。
- 1987年：香港發表代議政制發展檢討綠皮書。
- 1989年：支聯會發起「全球華人大遊行」，全球各大城市均有華人遊行，聲援北京學運。
- 1993年：中華人民共和國上海市第一條地鐵建成開通運營。
- 1995年：俄羅斯的庫頁島發生黎克特制7.6級大地震，釀成逾2,000人死亡。

### 21世紀
- 2008年：尼泊尔制宪会议宣布废除君主制并成立民主共和国，末代国王贾南德拉成为平民。

## 出生
- 1140年：辛棄疾，南宋詞人（1207年逝世）
- 1660年：喬治一世，漢諾瓦選帝侯、英國國王（1727年逝世）
- 1759年：小威廉·皮特，英國政治人物，曾任英國首相（1806年逝世）
- 1774年：愛德華·查爾斯·霍華德，英國化學家（1816年逝世）
- 1807年：路易·阿加西，瑞士植物學家、動物學家、地質學家（1873年逝世）
- 1841年：境川浪右衛門，日本江戶時代相撲力士，第14代橫綱（1887年逝世）
- 1853年：卡爾·拉森，瑞典畫家（1919年逝世）
- 1878年：伯希和，法国汉学家、探险家（1945年逝世）
- 1879年：亨利-皮埃爾·羅謝，法國作家（1959年逝世）
- 1887年：吉姆·索普，美國運動員，被認為是現代運動史上最多才多藝的運動員（1953年逝世）
- 1887年：柳亚子，中国诗人(1958年逝世)
- 1894年：賴和，臺灣文學家、醫師（1943年逝世）
- 1895年：鲁道夫·閔可夫斯基，美籍德裔天文学家（1976年逝世）
- 1897年：戴笠，中華民國陸軍中將（1946年逝世）
- 1902年：童第周，中国胚胎学和发育生物学家（1979年逝世）
- 1907年：杜建时，中华民国陆军中将，中华民国、中华人民共和国政治人物（1989年逝世）
- 1908年：伊恩·佛萊明，英國作家、記者，代表作為《詹姆士·龐德》系列小說（1964年逝世）
- 1912年：帕特里克·怀特，澳大利亚作家，1973年诺贝尔文学奖得主（1990年逝世）
- 1925年：迪特里希·費雪迪斯考，德國男中音歌唱家、指揮家、畫家、音樂作家、評論家（2012年逝世）
- 1930年：孫家勤，國畫家，孫傳芳之子（2010年逝世）
- 1930年：法蘭克·德雷克，美國天文學家、天體物理學家（2022年逝世）
- 1931年：卡萝尔·贝克，美國女演員
- 1938年：傑瑞·威斯特，美國職業籃球運動員、教練（2024年逝世）
- 1940年：立花隆，日本作家、評論家，被稱為「知識的巨人」（2021年逝世）
- 1942年：田俊，香港男演員
- 1944年：鲁道夫·朱利安尼，美国政治人物
- 1944年：黃龍植，韓國外交官，第5任駐台北韓國代表部代表、第13任韓國駐突尼西亞大使
- 1947年：札希·哈瓦斯，埃及考古學家、埃及學家
- 1959年：戴夫·拉弗里，美國機器人學家
- 1964年：盧覓雪，香港女節目主持人、傳媒人
- 1965年：高麗虹，香港女演員
- 1967年：康康，台灣歌手、主持人
- 1968年：朴安洙，韓國陸軍上將
- 1968年：法蘭克·湯瑪斯，美國職業棒球運動員
- 1968年：凱莉·米洛，澳大利亞女歌手、作曲家、演員
- 1969年：羅柏特·福特，加拿大政治人物、商人（2016年逝世）
- 1970年：張秀卿，台灣歌手
- 1971年：樊亦敏，香港電視女藝員
- 1971年：馬可·魯比歐，古巴裔美國律師、政治人物，現任美國國務卿
- 1973年：亞歷山大·布勒辛，德國職業足球運動員、教練
- 1974年：吳思瑤，臺灣政治人物，現任(第9~11屆)臺北市第一選區立法委員[1]，第10~12屆臺北市議會議員[2]
- 1975年：佘詩曼，香港女演員
- 1976年：利亞姆·奧布萊恩，美國男性配音員
- 1978年：傑克·強森，美國男演員
- 1979年：五十嵐亮太，日本職業棒球運動員
- 1980年：马克·费海利，爱尔兰歌手
- 1980年：夏竹欣，香港女演員
- 1981年：蘿拉·貝莉，美國女性配音員
- 1982年：梁芷珮，香港電視女藝員
- 1983年：張立昂，台灣演員、歌手
- 1983年：羅拔圖·祖利亞，巴西裔香港職業足球運動員
- 1983年：克里斯塔·科索寧，芬蘭女演員
- 1985年：凱莉·墨里根，英國女演員
- 1986年：元若藍，台灣歌手
- 1986年：賽特·羅林斯，美國職業摔角選手
- 1986年：迈克尔·奥赫，美國職業美式足球運動員
- 1986年：夏爾·恩佐比亞，剛果裔法國職業足球運動員
- 1987年：渕上舞，日本女性聲優
- 1987年：張文釗，中國足球員
- 1988年：大淵MUTA，台灣饒舌歌手、團體頑童MJ116成員
- 1988年：黑木梅沙，日本女演員、模特兒、歌手
- 1988年：強尼·哈里斯，美國電影製片人、記者、YouTuber
- 1989年：文雨非，台灣女演員
- 1990年：，英格蘭職業足球運動員
- 1991年：倪瑄，台灣女藝人、Rakuten Girls成員
- 1991年：亚历山大·拉卡泽特，法国足球运动员。
- 1992年：平嶋夏海，日本藝人
- 1992年：黃秋爽，中國體操運動員
- 1994年：孫延在，韓國藝術體操運動員
- 1994年：約翰·史東斯，英格蘭職業足球運動員
- 1994年：二宫真琴，日本网球运动员
- 1995年：長屋晴子，日本樂團綠黃色社會主唱
- 1997年：王玉雯，中國女演員
- 1998年：鞘師里保，日本女歌手、演員、播音員
- 1998年：金多賢，韓國女子偶像團體TWICE成員
- 1999年：翟潇闻，中國男子偶像團體R1SE成員
- 1999年：郭彬，韓國職業棒球運動員
- 2000年：菲爾·福登，英格蘭職業足球運動員
- 2002年：马利克·蒂尔曼，德國職業足球運動員
- 2002年：石馬修，韓國男子偶像團體ZB1成員
- 2003年：崔永熙，中国男子篮球运动员
- 2004年：张家齐，中国女子跳水运动员
- 生年不詳：河村螢，日本女性聲優

## 逝世
- 1556年：齋藤道三，日本戰國時代大名（1494年出生）
- 1750年：櫻町天皇，日本第115代天皇（1720年出生）
- 1787年：雷歐波得·莫札特，奧地利音樂家（1719年出生）
- 1805年：路易吉·博凯里尼，義大利作曲家、大提琴家（1743年出生）
- 1849年：安妮·勃朗特，英國小說家、詩人（1820年出生）
- 1912年：保羅·埃米爾·勒科克·德布瓦博德蘭，法國化學家（1838年出生）
- 1963年：陳智雄，台灣獨立運動參與者（1916年出生）
- 1972年：爱德华八世，英國國王、退位後為溫莎公爵（1894年出生）
- 1973年：漢斯·施密特-伊瑟施泰特，德國指揮家、作曲家（1900年出生）
- 1975年：帕特里克·普倫基特，英國貴族，第七代普倫基特男爵（1923年出生）
- 1976年：漢密爾頓·傑弗斯，美國天文學家（1893年出生）
- 1998年：赵忠尧，中国核物理学家（1902年出生）
- 1998年：菲爾·哈特曼，加裔美國男演員、喜劇演員、編劇兼圖形藝術家（1948年出生）
- 2007年：松岡利勝，日本政治人物（1945年出生）
- 2014年：馬婭·安傑盧，美國作家（1928年出生）
- 2016年：布莱斯·德贾恩-琼斯，NBA球星（1992年出生）
- 2018年：王大閎，臺灣建築師（1917年出生）
- 2022年：埃瓦里斯托·卡瓦略，聖多美普林西比政治人物，曾任聖多美普林西比總統（1941年出生）
- 2022年：布亞爾·尼沙尼，阿爾巴尼亞政治人物，第6任阿爾巴尼亞總統（1966年出生）
- 2023年：哈拉爾德·楚爾·豪森，德國病毒學家，2008年諾貝爾生理學或醫學獎得主（1936年出生）
- 2025年：喬治·埃爾伍德·史密斯，美國物理學家，2009年諾貝爾物理學獎得主（1930年出生）
- 2025年：恩古吉·瓦·提昂戈，肯亞作家、文化學家（1938年出生）

## 节假日和习俗
- 國際漢堡日[3]
- ：獨立日
- ：軍人節
- 亞美尼亞：共和國日
- 尼泊尔：共和國日
- 菲律賓：國旗日
- 衣索比亞：人民革命民主阵线执政纪念日（相当于国庆节）